# FDGB-Pokal 1957

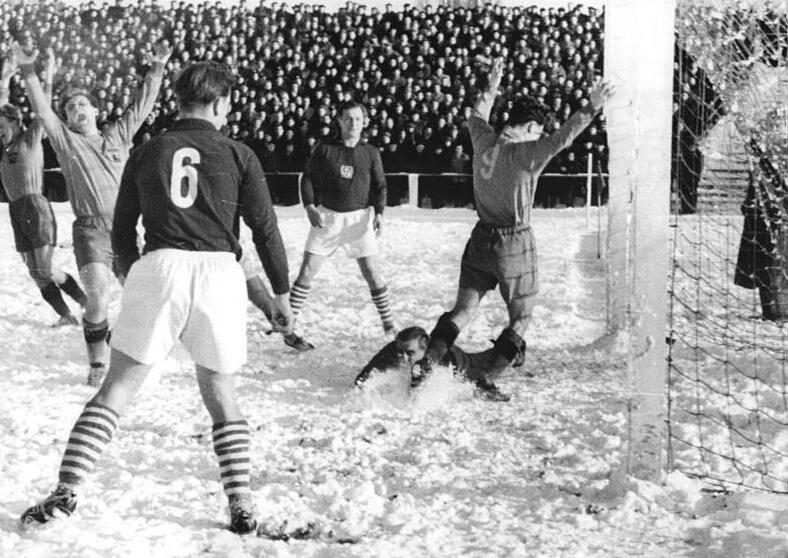
Szene aus dem Halbfinale: Auf schneebedecktem Untergrund erzielt Lok Leipzig das 1:0 gegen Dynamo Berlin.

Der FDGB-Fußballpokal 1957 war die siebte Auflage dieses Wettbewerbes. Er startete Mitte März mit zwei Zwischenrunden, die nach territorialen Gesichtspunkten gelost wurden, an denen die 28 Mannschaften der drittklassigen II. DDR-Liga und 113 Vertretungen aus den Wettbewerben im DDR-Bezirkspokal der Saison 1956 teilnahmen. Alle Pokalrunden wurden im K.-o.-System ausgetragen, deren Spiele bei Gleichstand nach der regulären Spielzeit durch Verlängerung und gegebenenfalls durch ein Wiederholungsspiel entschieden wurden.
Nach zwei Zwischenrunden starteten Anfang Mai 64 Mannschaften in die 1. Hauptrunde, in die erstmals die 14 Oberligisten und die 14 Mannschaften der I. DDR-Liga eingriffen. Im Achtelfinale waren noch vier Bezirksligisten und je eine Mannschaft aus der II. und I. DDR-Liga vertreten. Von den unterklassigen Teams erreichte nur Bezirksligist Chemie Bitterfeld das Viertelfinale und unterlag dort erst im Wiederholungsspiel dem SC Lokomotive Leipzig mit 0:3. Bereits in der 1. Hauptrunde hatten die Bitterfelder den Titelverteidiger SC Chemie Halle-Leuna mit 2:1 nach Verlängerung aus dem Wettbewerb geworfen.
Das Finale am 22. Dezember in Karl-Marx-Stadt (Chemnitz) erreichten der 7. der Oberliga SC Lokomotive Leipzig und der Oberligaaufsteiger SC Empor Rostock. Während es für den favorisierten Oberligisten Leipzig die erste Finalteilnahme war, standen die Rostocker nach ihrer Niederlage 1955 zum zweiten Mal im Pokalendspiel.

## 1. Zwischenrunde
Die Spiele fanden im März und April 1957 statt, wobei der 17. März Hauptspieltag war.
|                                     | Ergebnis  |                                  |
| ----------------------------------- | --------- | -------------------------------- |
| BSG Empor Neustrelitz               | 3:2       | BSG Einheit Greifswald           |
| SG Lassan                           | 0:3       | SG Dynamo Löcknitz               |
| BSG Einheit Bergen                  | 1:2       | BSG Empor Anklam                 |
| BSG Traktor Thurow                  | 2:8       | SG Dynamo Schönberg              |
| BSG Einheit Ludwigslust             | 1:0       | BSG Motor Warnowwerft Warnemünde |
| BSG Einheit Templin                 | 2:3       | SC Motor Berlin                  |
| SG Dynamo Rostock                   | 0:1       | BSG Empor Friedland              |
| BSG Motor Oderberg                  | 0:3       | ASG Vorwärts Spechtberg          |
| SG Dynamo Schwerin II               | 4:3       | BSG Lokomotive Teterow           |
| BSG Traktor Plate                   | 3:7       | ASK Vorwärts Rostock             |
| BSG Motor Rostock                   | 0:8       | SG Dynamo Schwerin               |
| BSG Einheit Burg                    | 5:0       | BSG Chemie Greppin               |
| BSG Motor Veilsdorf                 | 0:2       | BSG Motor Eisenach               |
| BSG Aktivist Bleicherode            | 3:7       | BSG Stahl Thale                  |
| BSG Aktivist Kali Werra Tiefenort   | 5:1       | BSG Motor Sömmerda               |
| BSG Traktor Wasungen                | 4:2       | BSG Motor Mühlhausen             |
| BSG Post Mühlhausen                 | 2:0       | BSG Chemie Lauscha               |
| BSG Chemie Rudolstadt               | 1:5       | BSG Motor Breitungen             |
| BSG Fortschritt Pößneck             | 1:5       | BSG Motor Schmalkalden           |
| BSG Chemie Fehrenbach               | 8:2       | BSG Motor Erfurt Nord            |
| BSG Motor Schmerbach                | 1:3       | BSG Aktivist Amsdorf             |
| BSG Motor West Erfurt               | 0:2       | BSG Motor Oberlind               |
| BSG Lokomotive Schlotheim           | 0:2       | BSG Motor Zeiss Jena             |
| BSG Fortschritt Geschwenda          | 7:2       | BSG Aufbau Triebes               |
| BSG Chemie Apolda                   | 5:4       | BSG Motor Steinach               |
| BSG Fortschritt Oelsnitz            | 4:2       | BSG Traktor Uhlstädt             |
| BSG Wismut Plauen                   | 2:5 n. V. | BSG Traktor Teuchern             |
| BSG Chemie Elsterberg               | 1:4       | SG Dynamo Dresden (1)            |
| BSG Fortschritt Falkenstein         | 2:0       | BSG Aktivist Zechau              |
| BSG Motor Limbach-Oberfrohna        | 2:0       | BSG Stahl Lippendorf             |
| ASG Vorwärts Zittau                 | 2:6       | BSG Aktivist Laubusch            |
| BSG Fortschritt Ostritz             | 1:2       | BSG Lokomotive Schleife          |
| BSG Aktivist Schwarze Pumpe         | 7:1       | BSG Fortschritt Ebersbach        |
| BSG Fortschritt Cottbus             | 2:1       | BSG Motor Bautzen                |
| BSG Aufbau Meißen                   | 5:2       | ASK Vorwärts Cottbus             |
| BSG Aktivist Welzow                 | 2:3       | BSG Chemie Riesa                 |
| BSG Rotation Wesenitztal            | 2:1 n. V. | BSG Motor Döbeln                 |
| BSG Einheit Oschatz                 | 1:3       | BSG Aktivist Senftenberg         |
| BSG Aktivist Schipkau               | 3:0       | BSG Chemie Radebeul              |
| BSG Motor Coswig                    | 1:0       | BSG Motor West Karl-Marx-Stadt   |
| BSG Fortschritt Weida               | 3:1       | BSG Fortschritt Hartha           |
| BSG Traktor Delitzsch               | 2:0       | SC Stahl Riesa                   |
| ASK Vorwärts Leipzig                | 6:0       | SG Dynamo Karl-Marx-Stadt        |
| BSG Traktor Eickendorf              | 0:2       | BSG Chemie Bitterfeld            |
| BSG Stahl Lugau                     | 0:3       | BSG Motor Liebertwolkwitz        |
| BSG Aktivist Staßfurt               | 0:3       | BSG Chemie Leuna                 |
| BSG Motor Schkeuditz                | 002:2 (2) | SG Dynamo Eisleben               |
| BSG Aktivist Geiseltal Mücheln      | 1:2       | BSG Lokomotive Zwickau           |
| BSG Motor Ammendorf                 | 4:2       | BSG Motor Nordhausen-West        |
| BSG Empor Halle                     | 1:4 n. V. | BSG Traktor Gröningen            |
| BSG Aktivist Nachterstedt           | 2:1       | BSG Traktor Haldensleben         |
| BSG Einheit Frankfurt/Oder          | 0:1       | BSG Aufbau Großräschen           |
| BSG Motor Parey                     | 2:0       | BSG Motor Wittenberge            |
| BSG Motor Warnowwerft Warnemünde II | 1:2       | SC Traktor Schwerin              |
| BSG Einheit Wismar                  | 1:3       | BSG Fortschritt Neustadt-Glewe   |
| BSG Lokomotive Wittenberge          | 3:1       | BSG Motor Wismar                 |
| BSG Traktor Kläden                  | 0:5       | BSG Motor Rathenow               |
| BSG Traktor Seelow                  | 003:3 (3) | SG Dynamo Hohenschönhausen       |
| SG Treuenbrietzen                   | 0:3       | BSG Lokomotive Lichtenberg       |
| SG Wacker Herzfelde                 | 003:3 (3) | BSG Motor Wendenschloß           |
| SG Eintracht Oranienburg            | 3:4       | BSG Motor Süd Brandenburg        |
| BSG Motor Eberswalde                | 5:3       | BSG Motor Hennigsdorf            |
| BSG Rotation Babelsberg II          | 2:4       | BSG Chemie Grünau-Schmöckwitz    |
| SG Lichtenberg 47                   | 6:1       | BSG Motor Teltow                 |
| SG Hohenschönhausen                 | 2:0       | BSG Lokomotive Eberswalde        |
| BSG Motor Oberschöneweide           | 11:10     | BSG Traktor Neuenhagen           |
| BSG Stahl Brandenburg               | 3:1       | BSG Einheit Treptow              |
| ASG Vorwärts Potsdam                | 8:1       | BSG Fortschritt Storkow          |
| BSG Stahl MK Eisleben               | 3:0       | BSG Rotation Südwest Leipzig     |

Durch ein Freilos zogen die BSG Turbine BEWAG Berlin, die TuS Motor Neustadt und die BSG Motor Zschopau direkt in die 2. Zwischenrunde ein. (4)

## 2. Zwischenrunde
Die Spiele fanden am 18. und 19. April 1957 statt.
|                                | Ergebnis  |                                   |
| ------------------------------ | --------- | --------------------------------- |
| BSG Empor Anklam               | 1:0       | SG Dynamo Hohenschönhausen        |
| SG Dynamo Löcknitz             | 1:2       | BSG Motor Eberswalde              |
| BSG Lokomotive Lichtenberg     | 3:1       | ASG Vorwärts Spechtberg           |
| SG Dynamo Schwerin             | 8:2       | SG Hohenschönhausen               |
| BSG Chemie Grünau-Schmöckwitz  | 7:1       | BSG Fortschritt Cottbus           |
| SC Motor Berlin                | 3:0       | BSG Stahl Brandenburg             |
| BSG Traktor Plate              | 1:2       | SG Dynamo Schönberg               |
| BSG Empor Friedland            | 1:4       | BSG Motor Oberschöneweide         |
| SC Traktor Schwerin            | 2:1       | BSG Empor Neustrelitz             |
| BSG Motor Süd Brandenburg      | 9:1       | SG Lichtenberg 47                 |
| BSG Aufbau Großräschen         | 1:5       | BSG Turbine BEWAG Berlin          |
| BSG Motor Rathenow             | 4:2       | SG Dynamo Schwerin II             |
| BSG Fortschritt Neustadt-Glewe | 1:2       | BSG Einheit Burg                  |
| ASG Vorwärts Potsdam           | 2:0 n. V. | BSG Motor Wendenschloß            |
| BSG Motor Parey                | 0:5       | BSG Lokomotive Wittenberge        |
| TuS Motor Neustadt             | 2:1       | BSG Einheit Ludwigslust           |
| BSG Motor Zeiss Jena           | 0:2       | BSG Aktivist Kali Werra Tiefenort |
| BSG Motor Breitungen           | 3:4       | SG Dynamo Eisleben                |
| BSG Motor Schmalkalden         | 2:3       | BSG Empor Apolda (5)              |
| BSG Aktivist Amsdorf           | 7:0       | BSG Traktor Wasungen              |
| BSG Motor Oberlind             | 3:1       | BSG Post Mühlhausen               |
| BSG Traktor Teuchern           | 4:0       | BSG Fortschritt Geschwenda        |
| BSG Motor Eisenach             | 3:1       | BSG Stahl MK Eisleben             |
| BSG Lokomotive Zwickau         | 2:1       | BSG Chemie Fehrenbach             |
| BSG Stahl Thale                | 2:1       | BSG Traktor Delitzsch             |
| BSG Traktor Gröningen          | 2:3       | BSG Motor Ammendorf               |
| BSG Motor Liebertwolkwitz      | 2:3       | BSG Aktivist Nachterstedt         |
| BSG Chemie Bitterfeld          | 7:1       | BSG Fortschritt Weida             |
| BSG Chemie Leuna               | 1:0       | BSG Motor Limbach-Oberfrohna      |
| BSG Fortschritt Oelsnitz       | 0:2       | ASK Vorwärts Leipzig              |
| BSG Motor Coswig               | 5:2       | BSG Fortschritt Falkenstein       |
| BSG Lokomotive Schleife        | 2:7       | BSG Aufbau Meißen                 |
| BSG Aktivist Senftenberg       | 2:1       | BSG Motor Zschopau                |
| BSG Chemie Riesa               | 4:3       | BSG Aktivist Schwarze Pumpe       |
| BSG Aktivist Laubusch          | 6:1       | BSG Rotation Wesenitztal          |
| BSG Aktivist Schipkau          | 1:4       | SG Dynamo Dresden                 |

## 1. Hauptrunde
Die Spiele fanden zwischen dem 7. und 22. Mai 1957 statt.
|                                   | Ergebnis  |                                 |
| --------------------------------- | --------- | ------------------------------- |
| SG Dynamo Schwerin                | 2:0       | BSG Motor Mitte Magdeburg       |
| SG Dynamo Schönberg               | 2:3 n. V. | BSG Lokomotive Stendal          |
| BSG Motor Eberswalde              | 1:2       | BSG Rotation Babelsberg         |
| BSG Empor Anklam                  | 0:6       | ASK Vorwärts Berlin             |
| BSG Motor Oberschöneweide         | 1:2       | BSG Aktivist Senftenberg        |
| BSG Einheit Burg                  | 2:0       | BSG Lokomotive Lichtenberg      |
| BSG Lokomotive Wittenberge        | 0:2       | SC Empor Rostock                |
| SG Dynamo Eisleben                | 5:1       | BSG Chemie Zeitz                |
| BSG Empor Apolda                  | 3:7 n. V. | SC Wismut Karl-Marx-Stadt       |
| BSG Motor Ammendorf               | 3:1       | BSG Chemie Glauchau             |
| BSG Aktivist Nachterstedt         | 0:1       | TuS Motor Neustadt              |
| SG Dynamo Dresden                 | 3:1       | BSG Motor Zwickau               |
| BSG Motor Rathenow                | 2:4       | SC Traktor Schwerin             |
| BSG Motor Oberlind                | 2:5       | SC Turbine Erfurt               |
| BSG Motor Eisenach                | 1:4       | SC Motor Jena                   |
| BSG Chemie Grünau-Schmöckwitz     | 1:0       | BSG Motor Dessau                |
| BSG Stahl Thale                   | 5:2       | SC Fortschritt Weißenfels       |
| BSG Aktivist Laubusch             | 3:1       | BSG Motor Altenburg             |
| BSG Traktor Teuchern              | 1:3       | SC Lokomotive Leipzig           |
| BSG Motor Süd Brandenburg         | 0:3       | BSG Chemie Wolfen               |
| BSG Motor Coswig                  | 2:3       | BSG Fortschritt Meerane         |
| BSG Chemie Riesa                  | 2:1       | SC Wissenschaft Halle           |
| BSG Aktivist Amsdorf              | 0:0 n. V. | BSG Empor Wurzen                |
| SC Motor Berlin                   | 4:2       | SC Einheit Dresden              |
| BSG Aktivist Kali Werra Tiefenort | 1:5       | BSG Lokomotive Weimar           |
| BSG Lokomotive Zwickau            | 4:3       | BSG Wismut Gera                 |
| ASG Vorwärts Leipzig              | 1:0       | SC Motor Karl-Marx-Stadt        |
| BSG Aufbau Meißen                 | 2:3       | SC Aktivist Brieske-Senftenberg |
| BSG Chemie Bitterfeld             | 2:1 n. V. | SC Chemie Halle-Leuna           |
| ASG Vorwärts Potsdam              | 1:6       | SC Dynamo Berlin                |
| BSG Turbine BEWAG Berlin          | 2:1 n. V. | BSG Stahl Stalinstadt           |
| BSG Chemie Leuna                  | 3:0       | SC Rotation Leipzig             |

### Wiederholungsspiel
Das Spiel fand am 15. Mai 1957 statt.
|                  | Ergebnis |                      |
| ---------------- | -------- | -------------------- |
| BSG Empor Wurzen | 0:3      | BSG Aktivist Amsdorf |

## 2. Hauptrunde
Die Spiele fanden zwischen dem 30. Mai und 16. Juni 1957 statt.
|                                 | Ergebnis  |                               |
| ------------------------------- | --------- | ----------------------------- |
| SC Wismut Karl-Marx-Stadt       | 5:0       | SG Dynamo Eisleben            |
| SC Traktor Schwerin             | 3:5       | SC Motor Berlin               |
| BSG Aktivist Senftenberg        | 0:3       | BSG Motor Ammendorf           |
| SC Empor Rostock                | 6:1       | BSG Chemie Leuna              |
| ASK Vorwärts Berlin             | 5:1       | SG Dynamo Dresden             |
| SC Motor Jena                   | 14:10     | BSG Turbine BEWAG Berlin      |
| SC Turbine Erfurt               | 5:1       | BSG Stahl Thale               |
| BSG Chemie Wolfen               | 1:1 n.V   | BSG Chemie Bitterfeld         |
| SC Lokomotive Leipzig           | 4:2 n. V. | BSG Aktivist Amsdorf          |
| BSG Rotation Babelsberg         | 1:0       | BSG Aktivist Laubusch         |
| BSG Lokomotive Weimar           | 0:0 n. V. | BSG Chemie Grünau-Schmöckwitz |
| SC Dynamo Berlin                | 4:1       | BSG Lokomotive Zwickau        |
| BSG Lokomotive Stendal          | 3:0       | ASG Vorwärts Leipzig          |
| SC Aktivist Brieske-Senftenberg | 7:0       | BSG Chemie Riesa              |
| TuS Motor Neustadt              | 1:3       | BSG Einheit Burg              |
| BSG Fortschritt Meerane         | 4:1       | SG Dynamo Schwerin            |

### Wiederholungsspiele
Die Spiele fanden am 9. Juni 1956 statt.
|                               | Ergebnis |                       |
| ----------------------------- | -------- | --------------------- |
| BSG Chemie Bitterfeld         | 4:2      | BSG Chemie Wolfen     |
| BSG Chemie Grünau-Schmöckwitz | 3:1      | BSG Lokomotive Weimar |

## Achtelfinale
Die Spiele fanden am 17. / 18. August 1957 statt.
|                                 | Ergebnis  |                         |
| ------------------------------- | --------- | ----------------------- |
| TSC Oberschöneweide (6)         | 1:4       | ASK Vorwärts Berlin     |
| BSG Motor Ammendorf             | 0:1       | SC Empor Rostock        |
| BSG Chemie Bitterfeld           | 1:0       | SC Turbine Erfurt       |
| BSG Chemie Grünau-Schmöckwitz   | 1:2       | BSG Lokomotive Stendal  |
| BSG Einheit Burg                | 2:4 n. V. | SC Lokomotive Leipzig   |
| SC Wismut Karl-Marx-Stadt       | 1:4       | SC Dynamo Berlin        |
| BSG Rotation Babelsberg         | 1:0       | SC Motor Jena           |
| SC Aktivist Brieske-Senftenberg | 2:0       | BSG Fortschritt Meerane |

## Viertelfinale
Die Spiele fanden am 8. Dezember 1957 statt.
|                        | Ergebnis  |                                 |
| ---------------------- | --------- | ------------------------------- |
| SC Lokomotive Leipzig  | 1:1 n. V. | BSG Chemie Bitterfeld           |
| SC Dynamo Berlin       | 2:1       | BSG Rotation Babelsberg         |
| BSG Lokomotive Stendal | 0:2       | ASK Vorwärts Berlin             |
| SC Empor Rostock       | 7:2       | SC Aktivist Brieske-Senftenberg |

### Wiederholungsspiel
Das Spiel fand am 11. Dezember 1957 statt.
|                       | Ergebnis |                       |
| --------------------- | -------- | --------------------- |
| BSG Chemie Bitterfeld | 0:3      | SC Lokomotive Leipzig |

## Halbfinale
Die Spiele fanden am 15. Dezember 1957 statt.
|                       | Ergebnis |                  |
| --------------------- | -------- | ---------------- |
| ASK Vorwärts Berlin   | 1:2      | SC Empor Rostock |
| SC Lokomotive Leipzig | 2:1      | SC Dynamo Berlin |

## Finale

### Statistik
| Paarung               | SC Lokomotive Leipzig – SC Empor Rostock |
| Ergebnis              | 2:1 n. V. (1:1, 0:0) |
| Datum                 | 22. Dezember 1957 |
| Stadion               | Ernst-Thälmann-Stadion, Karl-Marx-Stadt |
| Zuschauer             | 6000 |
| Schiedsrichter        | Lothar Green (Limbach) |
| Tore                  | 0:1 Arthur Bialas (53.) 1:1 Heinz Schoppe (58.) 2:1 Heinz Fröhlich (104., Handelfmeter) |
| SC Lokomotive Leipzig | Günter Busch – Walter Stieglitz, Hans-Dieter Busch, Karl-Heinz Brandt – Gerhard Polland, Siegfried Söllner – Werner Walther, Dieter Fischer (46. Günter Konzack), Heinz Schoppe, Heinz Fröhlich, Günter Behne Cheftrainer: Fritz Wittenbecher |
| SC Empor Rostock      | Manfred Schröbler – Erwin Schmidt, Kurt Zapf, Karl-Heinz Singer – Karl Pöschel, Heinz Minuth – Rudolf Schneider, Arthur Bialas, Rolf Leeb, Horst Zedel, Hans Speth (100. Hans Levknecht) Cheftrainer: Heinz Krügel                            |

### Spielverlauf
Das siebte Endspiel um den FDGB-Pokal, kurz vor Weihnachten in Eiseskälte ausgetragen, fand mit 6000 Zuschauern nur wenig Resonanz. Es war ein Minusrekord in der bisherigen DDR-Pokal-Geschichte, auch verursacht für den für die Rostocker Anhänger weit entfernten Austragungsort. Die Partie Oberliga-Siebter (Lok Leipzig) gegen Oberliga-Aufsteiger (Empor Rostock) war auch für das Karl-Marx-Städter Publikum wenig attraktiv. In dieser Hinsicht bewies der Spielverlauf jedoch das Gegenteil. Trotz des weichen und schlüpfrigen Bodens zeigten beide Mannschaften ein technisch hochklassiges Spiel, in dem es an Dramatik nicht fehlte.
Die zweitklassigen Rostocker spielten bis zum Ende nie wie ein Außenseiter. Zwar zeigte Lok Leipzig den technisch besseren Fußball, geriet aber durch die schnellen Spielzüge der Empor-Mannschaft mehrfach in höchste Gefahr. Obwohl die Leipziger sich zahlreiche Eckbälle erkämpften, konnten sie ihren Gegner lange Zeit nicht ernsthaft in Gefahr bringen. Auf der anderen Seite sorgten Rostocks schnelle Stürmer für Wirbel vor dem Leipziger Tor. Insbesondere der technisch beschlagene Speth sorgte mit seinen schnellen Sprints aus dem Rückraum für Unruhe. Trotzdem spielten die Rostocker zu sehr in die Breite, übertrieben das Kurzpass-Spiel und vernachlässigten das Flügelspiel. Auf der anderen Seite war Regisseur Dieter Fischer nicht in der Lage, dem Leipziger Spiel Durchschlagskraft zu verleihen. So endete die erste Halbzeit nach einem zwar technisch gefälligen, aber nicht konsequent geführten Spiel torlos.
Nach der Pause zeigte zunächst Lok Leipzig, dass man gewillt war, mehr Druck in die Partie zu bringen, Trainer Wittenbecher tauschte Fischer gegen Konzack aus. Im Zusammenspiel mit Heinz Fröhlich sorgte dieser auch sofort für zwingendere Aktionen. Das erste Tor erzielte jedoch der SC Empor in der 53. Minute durch eine mustergültige Kombination seiner besten Stürmer Speth und Bialas. Zunächst brachte Bialas Speth in Schussposition, doch dessen Schuss landete am Pfosten. Im Nachsetzen konnte der mitgelaufene Bialas den Ball volley unter die Latte schmettern. Bereits vorher hatte der Leipziger Brandt nur noch im letzten Moment Zedel nach einer Ballstafette über fünf Rostocker stoppen können. Mithilfe des verbesserten Sturmspiels gelang dem SC Lok aber bereits nach fünf Minuten durch Schoppe der Ausgleich. Danach gelang es beiden Mannschaften nicht mehr, innerhalb der regulären Spielzeit die Entscheidung herbeizuführen.
In der Verlängerung hatte zunächst wieder Speth die Möglichkeit zum erneuten Führungstreffer. Nach einem sehenswerten Alleingang schoss er scharf auf das kurze Eck, doch im Nachfassen gelang es Torwart Busch, den Ball unter Kontrolle zu bekommen. Wenig später musste der verletzte Speth durch Levknecht ersetzt werden, was zu einer erheblichen Schwächung des Rostocker Sturmspiels führte. Dadurch gewann Lok Leipzig die Oberhand, Rostocks Abwehr wurde nicht mehr entlastet. Nach nur zwölf Minuten in der Verlängerung führte ein Handspiel im Strafraum des Rostocker Innenverteidigers Zapf zur Spielentscheidung, zwei Minuten später verwandelte Fröhlich den fälligen Elfmeter zum 2:1 für die Leipziger Lok-Mannschaft. Den nun erlahmten Rostockern gelang es danach nicht mehr, dem Spiel noch eine Wende zu geben.
Leipzigs Trainer Wittenbecher gestand nach dem Spiel: „Wir sind in der ersten Hälfte mit dem Rostocker System nicht zurechtgekommen.“ Trainer Krügel vom SC Empor befand: „Es war ein denkwürdiges Pokal-Finale, auf guter Stufe stehend. Meine Spieler konnten besonders in der ersten Halbzeit überzeugen, dann war das Treffen ausgeglichen.“ (Zitate nach fuwo Nr. 52/57).